# Andy Griffith
Andrew Samuel « Andy » Griffith est un acteur, scénariste et producteur américain né à Mount Airy, Caroline du Nord (États-Unis) le 1er juin 1926 et mort chez lui sur Roanoke Island, Caroline du Nord (États-Unis) le 3 juillet 2012, des suites d'une crise cardiaque. Il repose dans son domaine privé à Roanoke Island.

## Biographie

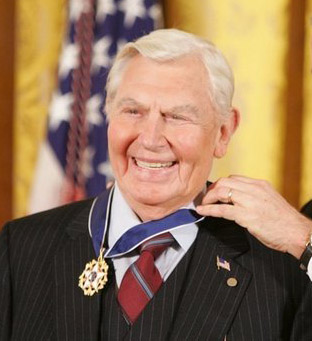
Andy Griffith recevant la médaille présidentielle de la Liberté en 2005.

Andy Griffith est une véritable icône de la télévision américaine. Il a connu une carrière de plus de cinquante ans, se partageant entre le théâtre, la chanson, le cinéma et la télévision. L'acteur est surtout connu en France pour avoir incarné Matlock. Il avait commencé sa carrière en jouant le rôle principal d'Un homme dans la foule d'Elia Kazan en 1957. Il a ensuite tourné sous la direction de Mervyn LeRoy (Deux farfelus au régiment) ou, plus récemment, dans Waitress d'Adrienne Shelly.
Mais l’acteur a surtout marqué le petit écran avec des séries comme The Andy Griffith Show où il interprète Andy Taylor, un gentil et philosophe shérif d'une petite ville des États-Unis. Le show est un véritable succès, régulièrement classé parmi les sitcoms les plus populaires, et qui a duré 8 saisons.
En 1968, lorsque sa série s'arrête, Griffith tourne surtout dans des téléfilms. Bien plus tard il connut un regain de popularité avec Matlock. Cette production, initiée par NBC en 1986 avant d’être reprise par ABC, s'est étalée sur neuf saisons, soit 194 épisodes. Andy Griffith y incarnait Benjamin Matlock, célèbre avocat de la défense qui mène les affaires dont il a la charge grâce à sa fille, Charlene (première saison), l’avocate Michelle Thomas, et le détective privé Tyler Hudson.
Dans l’hexagone, cette série judiciaire, dans la lignée de Perry Mason, a été diffusée sur La Cinq, en seconde partie de soirée puis en journée, avant de disparaitre des écrans français. Il était le producteur exécutif de la série, ainsi que le scénariste et réalisateur sur certains épisodes
Aperçu en guest-star dans de nombreux shows (Hawaï Police d'état, Super Jaimie, La Croisière s'amuse ou Dawson), Andy Griffith reste outre-Atlantique le shérif préféré de l’Amérique, qu’il jouait dans les années 1960. Il était également à l'écran le papa d'un certain Ron Howard, futur Richie Cunningham de Happy Days et futur réalisateur à succès.
Pour la petite histoire, Andy Griffith souhaitait devenir un chanteur d'Opéra. Dans les années 1940 il se tourne vers la musique qu'il étudie et enseigne par la suite. C'est en rencontrant sa future femme, l'actrice Barbara Edwards qu'il commence à jouer la comédie sur scène. Un de ses sketches, What it was was football, fut l'un des plus populaires à sa sortie en 1953.
En 1981, il est nommé pour un Emmy Award grâce au téléfilm Murder in Texas.

## Filmographie

### Comme acteur
- 1957 : Un homme dans la foule (A Face in the Crowd) de Elia Kazan : Larry 'Lonesome' Rhodes
- 1958 : Deux farfelus au régiment (No Time for Sergeants) de Mervyn LeRoy : Pvt. Will Stockdale
- 1958 : Onionhead de Norman Taurog : Alvin Woods
- 1960 : The Andy Griffith Show (série TV) : Sheriff Andy Taylor
- 1961 : The Second Time Around de Vincent Sherman : Pat Collins
- 1969 : Angel in My Pocket (en) de Alan Rafkin : Reverend Samuel D. Whitehead
- 1970 : The Headmaster (en) (série TV) : Andy Thompson
- 1971 : The New Andy Griffith Show (en) (série TV) : Andy Sawyer
- 1972 : Strangers in 7A (en) (TV) : Artie Sawyer
- 1973 : Go Ask Alice (TV) : Priest
- 1974 : Pray for the Wildcats (en) (TV) : Sam Farragut
- 1974 : Winter Kill (en) (TV) : Sheriff Sam McNeill
- 1974 : Chasse tragique (Savages) (TV) : Horton Maddock
- 1975 : Adams of Eagle Lake (en) (TV) : Sheriff Sam Adams
- 1975 : Hearts of the West, d'Howard Zieff : Howard Pike aka Billy Pueblo
- 1976 : Street Killing (TV) : Gus Brenner
- 1976 : Six Characters in Search of an Author (TV) : The Father
- 1976 : Frosty's Winter Wonderland (en) (TV) : Narrator (voix)
- 1977 : Intrigues à la Maison Blanche (Washington: Behind Closed Doors) (feuilleton TV) : Esker Scott Anderson
- 1977 : The Girl in the Empty Grave (TV) : Police Chief Abel Marsh
- 1977 : Deadly Game (TV) : Police Chief Abel Marsh
- 1978 : Colorado (Centennial) (feuilleton TV) : Professor Lewis Venor
- 1979 : Salvage (TV) : Harry Broderick
- 1979 : Salvage 1 (en) (série TV) : Harry Broderick
- 1979 : Tant qu'il y aura des hommes (From Here to Eternity) (feuilleton TV) : Gen. Barney Slater
- 1979 : Racines 2 (Roots: The Next Generations) (feuilleton TV) : Commander Robert Munroe
- 1980 : The Yeagers (série TV)
- 1981 : Les Feux de la passion (en) (Murder in Texas) (TV) : Ash Robinson
- 1982 : For Lovers Only (TV) : Vernon Bliss
- 1983 : Murder in Coweta County (TV) : John Wallace
- 1983 : The Demon Murder Case (TV) : Guy Harris
- 1984 : Fatal Vision (TV) : Victor Worheide
- 1985 :  Rex le Magnifique (Rustlers' Rhapsody) de Hugh Wilson : Colonel Ticonderoga
- 1985 : Le Crime de la loi (Crime of Innocence) (TV) : Judge Julius Sullivan
- 1986 : Return to Mayberry (TV) : Andy Taylor
- 1986 : Under the Influence (TV) : Noah Talbot
- 1986 : Matlock (série TV) : Benjamin L. Matlock (1986-1995) / Charlie Matlock
- 1994 : The Gift of Love (TV) : Phil Doucet
- 1995 : Gramps (TV) : Jack MacGruder
- 1996 : Agent zéro zéro (Spy Hard) de Rick Friedberg : General Rancor
- 1997 : What It Was Was Football : Narrator
- 1998 : Scattering Dad (TV) : Hiram
- 1999 : A Holiday Romance (TV) : Jake Peterson
- 2001 : Daddy and Them de Billy Bob Thornton : O.T. Montgomery
- 2007 : À la recherche de Noël (Christmas Is Here Again) : Père Noël (voix)
- 2009 : Play the Game (en)

### Comme producteur
- 1968 : Mayberry R.F.D. (série TV)
- 1986 : Matlock (Matlock) (série TV)
- 1991 : Matlock: The Picture (TV)
- 1992 : Matlock: The Fortune (TV)
- 1993 : Matlock: The Kidnapping (TV)
- 1993 : Matlock: The Fatal Seduction (TV)
- 1994 : Matlock: The Idol (TV)
- 2003 : The Andy Griffith Show Reunion: Back to Mayberry (TV)

### Comme scénariste
- 1966 : The Ghost and Mr. Chicken (en)